# Milton Center
Milton Center és una població dels Estats Units a l'estat d'Ohio. Segons el cens del 2000 tenia 195 habitants.

## Demografia
Segons el cens del 2000, Milton Center tenia 195 habitants, 67 habitatges, i 47 famílies. La densitat de població era de 188,2 habitants per km².
Dels 67 habitatges en un 31,3% hi vivien nens de menys de 18 anys, en un 55,2% hi vivien parelles casades, en un 13,4% dones solteres, i en un 28,4% no eren unitats familiars. En el 19,4% dels habitatges hi vivien persones soles el 6% de les quals corresponia a persones de 65 anys o més que vivien soles. El nombre mitjà de persones vivint en cada habitatge era de 2,91 i el nombre mitjà de persones que vivien en cada família era de 3,27.
Per edats la població es repartia de la següent manera: un 26,2% tenia menys de 18 anys, un 12,8% entre 18 i 24, un 32,8% entre 25 i 44, un 17,4% de 45 a 60 i un 10,8% 65 anys o més.
L'edat mediana era de 35 anys. Per cada 100 dones de 18 o més anys hi havia 108,7 homes.
La renda mediana per habitatge era de 31.563 $ i la renda mediana per família de 42.083 $. Els homes tenien una renda mediana de 30.417 $ mentre que les dones 25.000 $. La renda per capita de la població era de 13.513 $. Aproximadament el 6,4% de les famílies i el 9,7% de la població estaven per davall del llindar de pobresa.

## Poblacions més properes
El següent diagrama mostra les poblacions més properes.